# František Xaver Brixi
František Xaver Brixi, noto anche sotto forma germanizzata di Franz Xaver Brixi (Praga, 2 gennaio 1732 (battesimo) – Praga, 14 ottobre 1771), è stato un compositore e organista ceco.

## Biografia
Brixi discendeva da una famiglia di musicisti molto ramificata, originaria della Boemia settentrionale. Figlio dell'organista e compositore Šimon Brixi, dal 1744 al 1749 ricevette la propria formazione musicale al collegio dei Piaristi di Kosmonosy, istituto nel quale studiarono diversi compositori cechi, dove nel 1748 fu classificato felicissimus ingenii. 
Terminati gli studi si recò a Praga, dove fu organista in diverse chiese della città (fra le quali anche quella di San Nicola). In breve tempo diventò uno dei compositori più noti a Praga: a prova di ciò dal 1757 alla morte fu ripetutamente scelto per scrivere la musica navalis per la vigilia di San Giovanni Nepomuceno. Il 1º gennaio 1759 fu nominato Kapellmeister (maestro di cappella) della cattedrale di San Vito, la più prestigiosa carica musicale della città. Contemporaneamente divenne direttore del coro del monastero benedettino di San Giorgio al Hradčany (Castello di Praga). Morì 12 anni dopo a causa della tubercolosi.

## Considerazioni sull'artista
Brixi fu una delle figure musicali più notevoli in Boemia durante la metà del XVIII secolo. Egli fu un compositore prolifico, scrisse circa 500 lavori (350 dei quali sono composizioni sacre), i quali sono stilisticamente radicati nella scuola napoletana di Alessandro Scarlatti, Francesco Feo e Francesco Durante, con influenze della scuola viennese, rappresentata all'epoca da Giovanni Battista Mancini, Georg Reutter e Giuseppe Bonno. Tuttavia il suo stile si distingue da quello dei suoi contemporanei per la freschezza melodica, i vivaci ritmi e parti del basso piene di vitalità, nonché per l'impiego di una semplice ma efficace strumentazione; fece inoltre spesso uso della musica popolare nei suoi lavori. Quando egli era in vita la sua musica si diffuse ampiamente in Boemia, Moravia, Austria, Baviera e Slesia.

## Composizioni

### Oratori
- Opera de passione Domini
- Parva reflexio super casu Petri
- Jesus Christus Dei filius
- Trias in monade
- Filius prodigus
- Crux morientis Jesu Christi
- Judas Ischariotes
- Die obsiegende Liebe
- Opus patheticum de septem doloribus Beatae Mariae Virginis
- Sermo Jesum inter Magdalenae
- Ursach des Lebens und des Heils Maria (cantata drammatica)
- Sanctus Adalbertus Pragensium episcopus (1764)
- Corona dignitatis senectus (1766)
- Ad sanctam crucem majorem triplicis crucis praepositus (1767)
- Divina providentia (1771)

### Interludi ai drammi scolastici latini
- Meditatio IV, Gustus, in Drama sensus humani (1761)
- Meditatio II, Religio in aulis, in Religio seu Cultae religionis emolumenta (1763)
- Meditatio III, Detrimentum vitae, in Religio seu Neglectae religionis detrimenta (1764)
- Meditatio I, Turba negotiorum, in Religio seu Conservandae religionis impedimenta (1766)

### Dramma scolastici comici
- Erat unum cantor bonus (schola latino musica; noto anche come Il cantore, Der Schulmeisterius)
- Luridi scholares

### Altra musica vocale sacra
- 65 messe per 1-4 voci e accompagnamento strumentale, comprese:
  - Missa pastoralis in re maggiore per 4 voci e orchestra
  - Missa integra in re maggiore per 4 voci e orchestra
  - Messa in do maggiore
  - Missa Dominicalis in do maggiore per 4 voci e orchestra
- 11 requiem
- Vari offertori, compreso:
  - Offertorium in do maggiore
- Mottetto pastorale in sol maggiore per 4 voci e orchestra
- Scapulis suis per 4 voci e orchestra
- Confitebor tibi, Domine per 4 voci e orchestra
- Varie litanie e vespri
- Te Deum
- Regina coeli in re maggiore per 4 voci e orchestra
- Veni sancte spiritus in re maggiore per 4 voci e orchestra (spuria)

### Musica strumentale
- Symphonia seu concertus in re maggiore (1760)
- Sinfonia in re maggiore (1760)
- Sinfonia
- Frammento di sinfonia
- Concerto per viola
- Concerto per 2 flauti
- 2 concerti per flauto
- 6 concerti per organo/clavicembalo
- Varie partite per strumenti a fiato
- Preludi, fughe, toccate per organo
- Suite, partite per clavicembalo